# Granby (Missouri)
Granby è un comune degli Stati Uniti d'America, situato nello Stato del Missouri, nella contea di Newton.